# Sucholisy
Sucholisy (ukr. Сухоліси) – wieś na Ukrainie, w obwodzie kijowskim, w rejonie białocerkiewskim, w hromadzie Uzyn. W 2001 liczyła 1157 mieszkańców, spośród których 1122 wskazało jako ojczysty język ukraiński, 33 rosyjski, 1 białoruski, a 1 inny.